# Династес
Династес (Dynastes) — рід великих жуків з родини Пластинчастовусі (Scarabaeidae), розповсюджений у Центральній і Південній Америці та на островах Карибського басейну.

## Види
- Династес Ґранта Dynastes granti (Horn, 1870): США, Аризона Довжина тіла до 60 мм.
- Династес Геркулеса або Жук-Геркулес Dynastes hercules (Linnaeus 1758): Центральна й Південна Америка. Самець до 170 мм
- Dynastes hyllus (Chevrolat, 1843): Мексика, Беліз, Гондурас, Гватемала, Нікарагуа. Самець: 35-70 мм; самка: до 45 мм
- Династес Мая Dynastes maya (Hardy, 2003): Мексика, Гватемала. Самець: 50-90 мм; самка — 40-50 мм
- Династес Міяші Dynastes miyashitai (Yamaya, 2004): Мексика. Самець 50-90 мм;самка 40-50 мм
- Династес Нептуна Dynastes neptunus, (Quensel in Schonherr, 1805): Південна Америка, Колумбія. Самець до 160 мм
- Династес сатанинський Dynastes satanas, (Moser, 1909): Болівія. Самець: 50-115 мм, самка 30-50 мм
- Династес титис Dynastes tityus, (Linnaeus, 1763): США

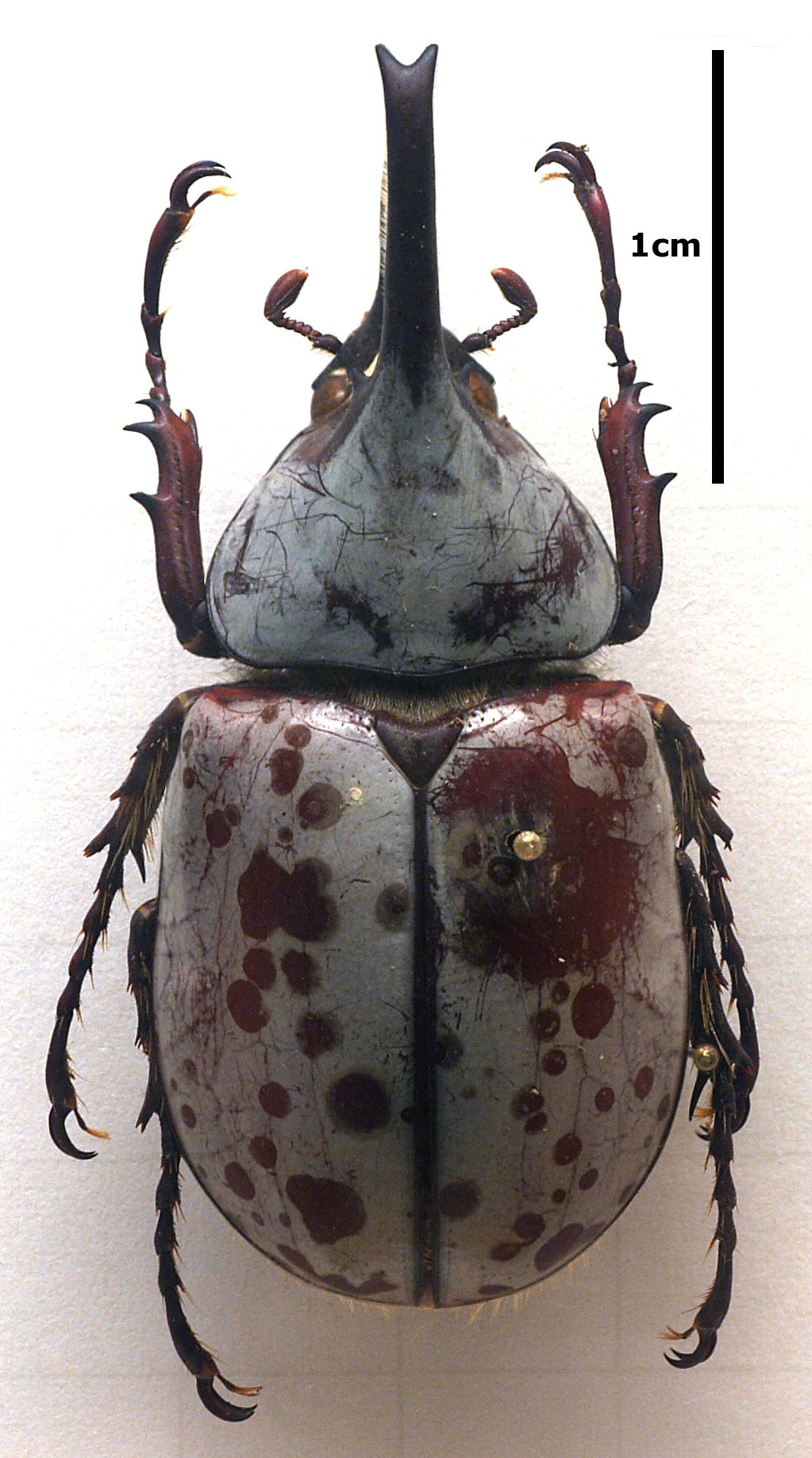
Dynastes granti
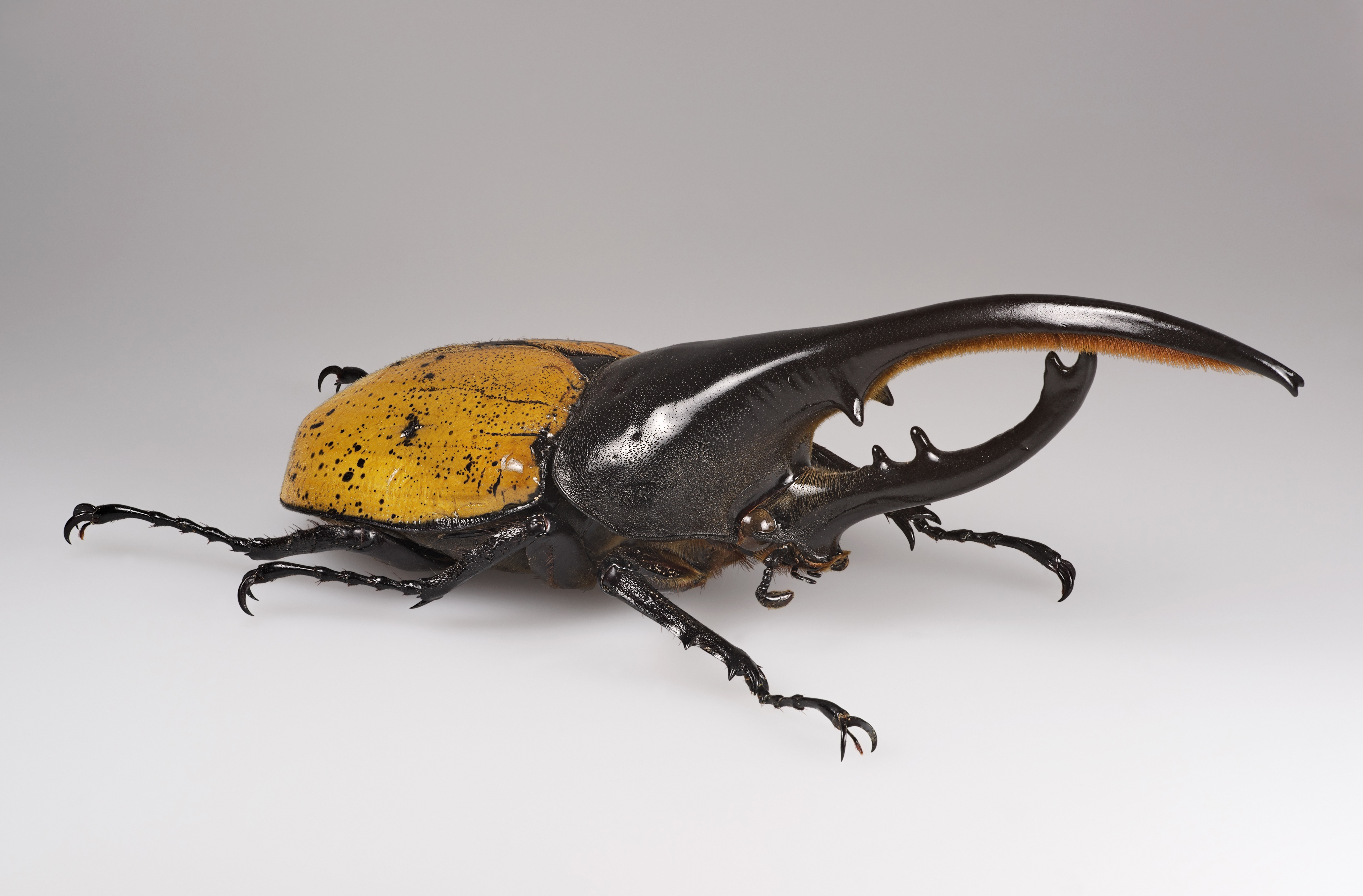
Dynastes hercules
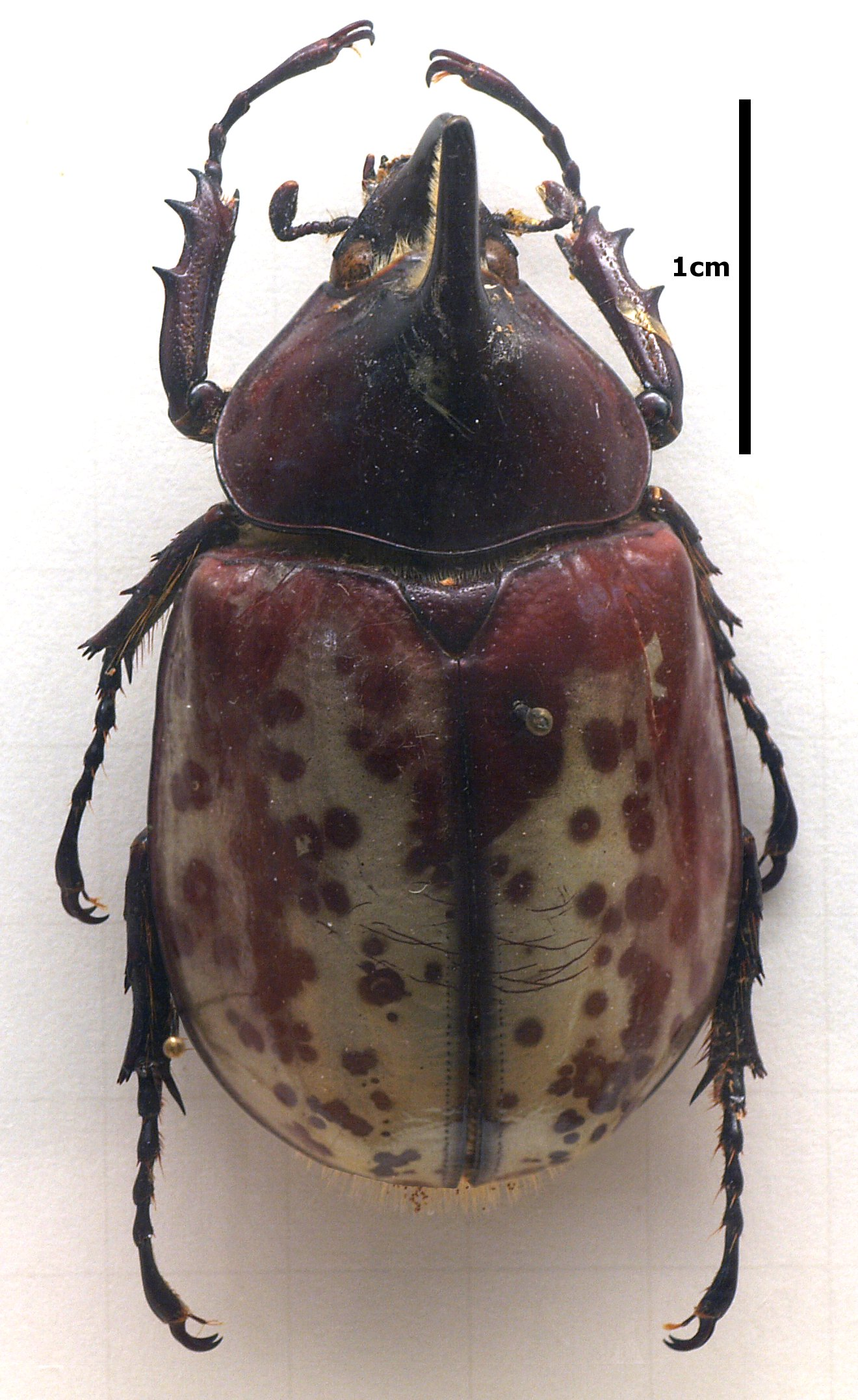
Dynastes hyllus
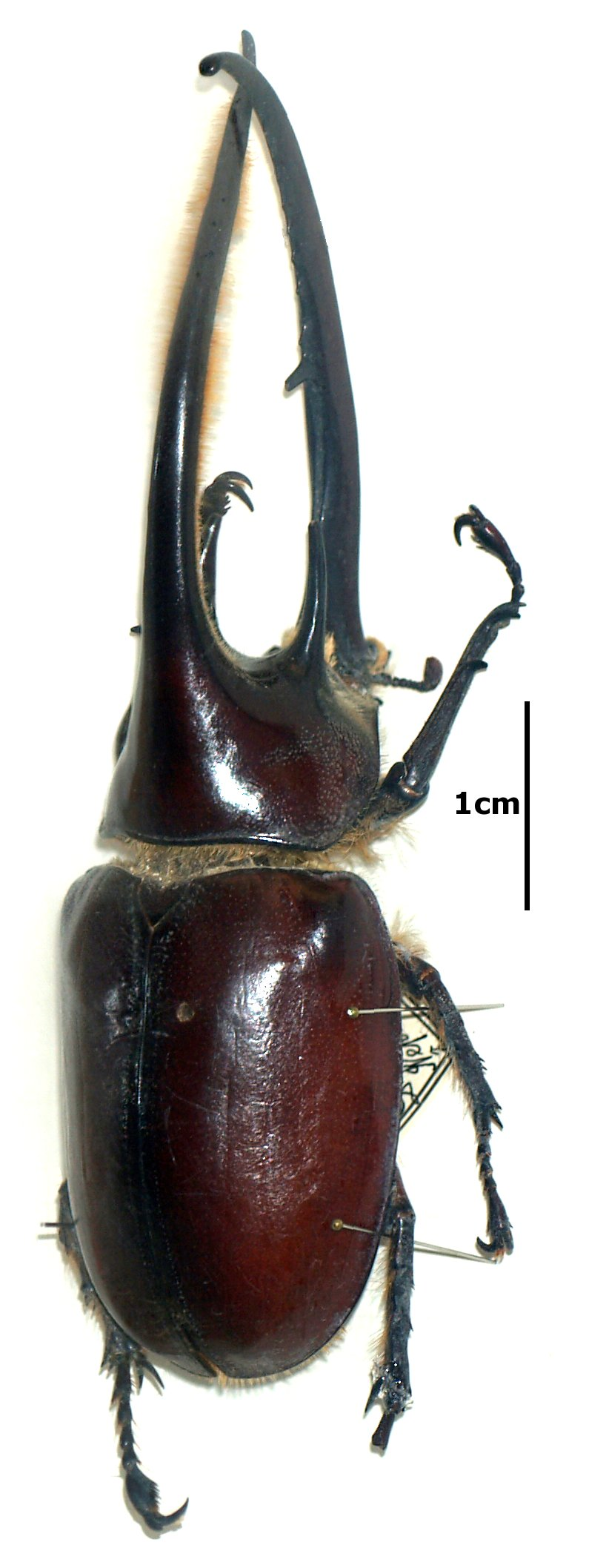
Dynastes neptunus
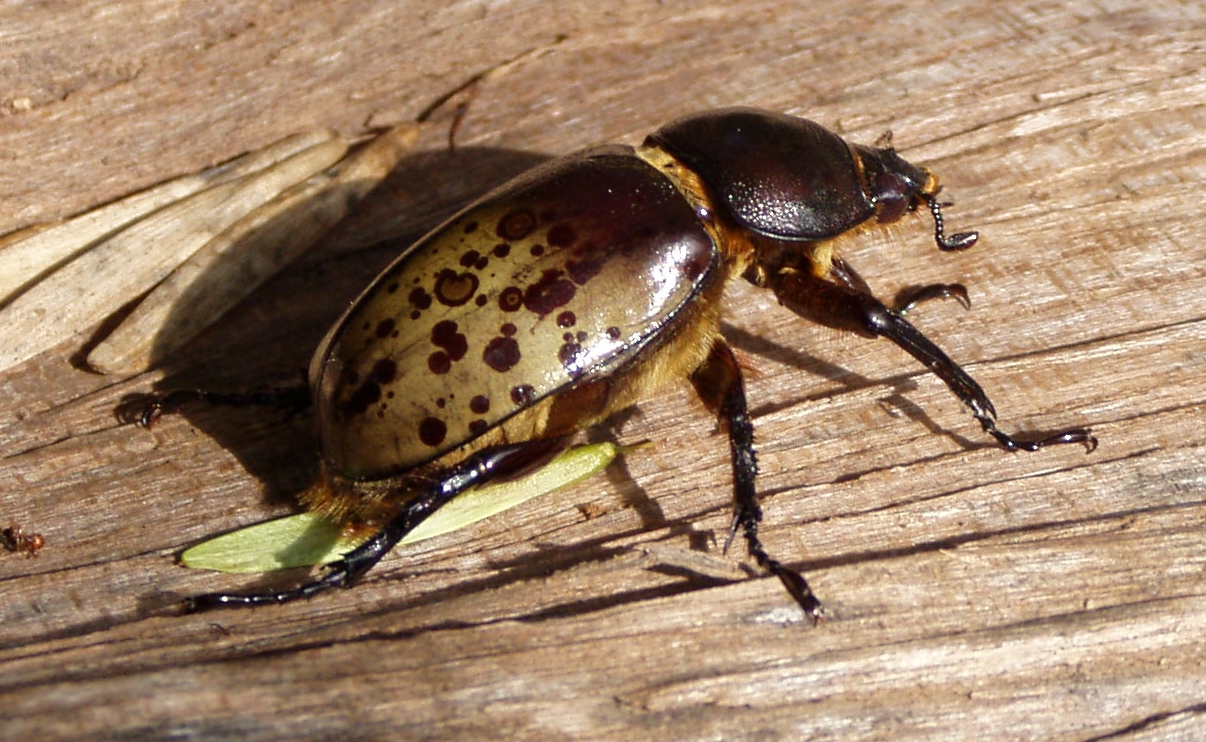
Dynastes tityus
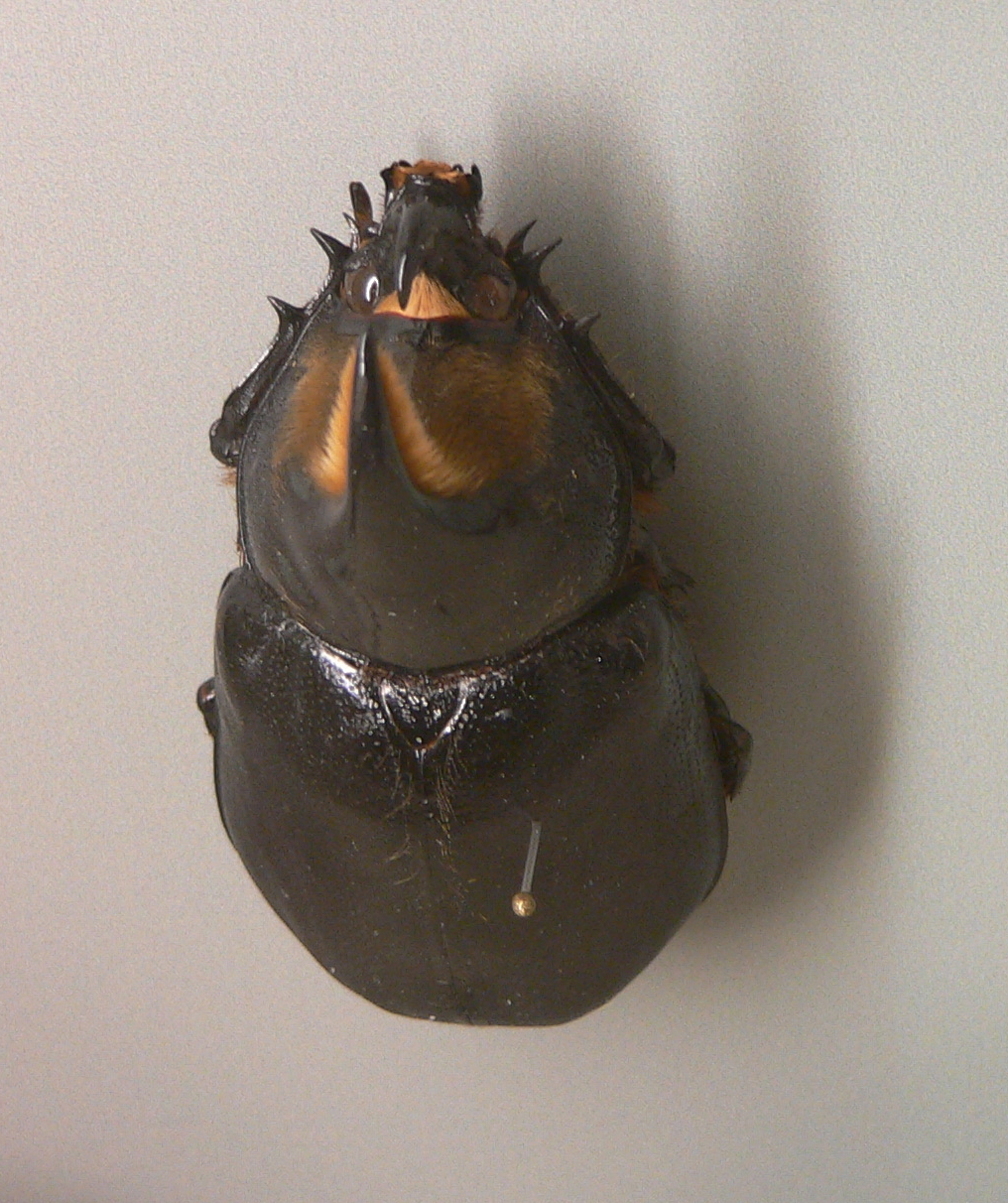
Dynastes satanas
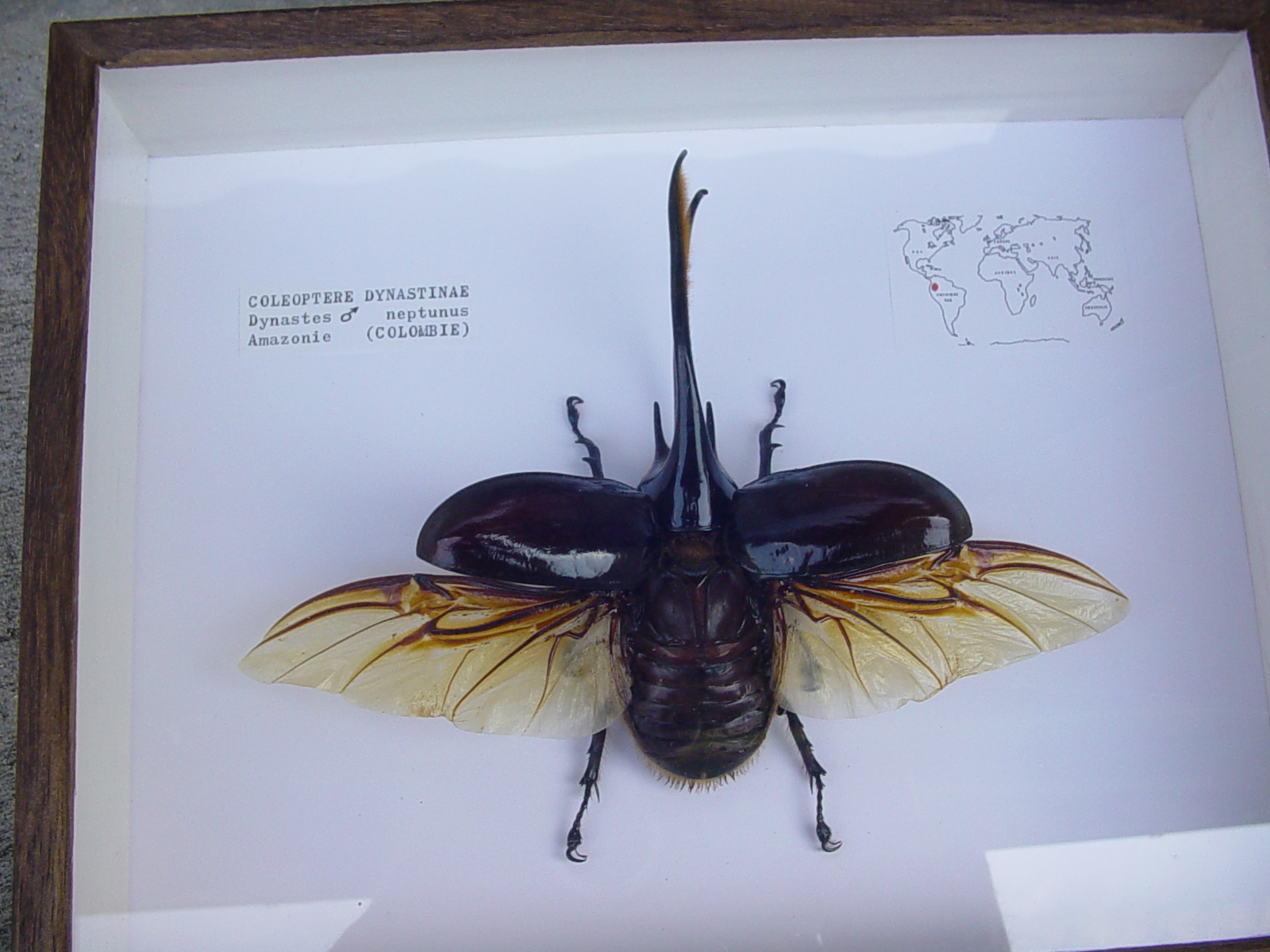
Dynastes neptunus